# Mark López
Mark López (Houston, 25 de abril de 1982) es un deportista estadounidense, de origen nicaragüense, que compitió en taekwondo.
Participó en los Juegos Olímpicos de Pekín 2008, obteniendo una medalla de plata en la categoría de –68 kg. Ganó cuatro medallas en el Campeonato Mundial de Taekwondo entre los años 1999 y 2009, y una medalla en el Campeonato Panamericano de Taekwondo de 2012.

## Palmarés internacional
| Juegos Olímpicos        | Juegos Olímpicos                  | Juegos Olímpicos  | Juegos Olímpicos |
| Año                     | Lugar                             | Medalla           | Categoría        |
| ----------------------- | --------------------------------- | ----------------- | ---------------- |
| 2008                    | Pekín (China)                     | Medalla de plata  | –68 kg           |
| Campeonato Mundial      |                                   |                   |                  |
| Año                     | Lugar                             | Medalla           | Categoría        |
| 1999                    | Edmonton (Canadá)                 | Medalla de bronce | –62 kg           |
| 2003                    | Garmisch-Partenkirchen (Alemania) | Medalla de plata  | –67 kg           |
| 2005                    | Madrid (España)                   | Medalla de oro    | –67 kg           |
| 2009                    | Copenhague (Dinamarca)            | Medalla de bronce | –74 kg           |
| Campeonato Panamericano |                                   |                   |                  |
| Año                     | Lugar                             | Medalla           | Categoría        |
| 2012                    | Sucre (Bolivia)                   | Medalla de plata  | –74 kg           |